# Einar Hille
Carl Einar Hille, född 28 juni 1894 i New York, död 12 februari 1980 i La Jolla i Kalifornien, var en amerikansk matematiker.
Hilles föräldrar separerade innan han föddes, och han uppfostrades av sin mor. Båda hans föräldrar var från Sverige, dit hans mor flyttade med honom när han var två år gammal. 1911 började han studera kemi för professor Hans von Euler-Chelpin. Han publicerade en del arbeten i kemi, men bytte snart inriktning till matematik med studier för Ivar Bendixson och Helge von Koch.
1916 skrev Hille sin licentiatavhandling och 1918 disputerade han vid Stockholms högskola på en avhandling kallad Some problems concerning spherical harmonics, för vilket han 1919 tilldelades Mittag-Lefflerpriset. Han var antagen som docent vid Stockholms högskola åren 1919–1938, men tillbringade huvuddelen av denna tid vid amerikanska lärosäten. 1920 började han forska och undervisa vid Harvard University och 1922 flyttade han till Princeton university där han 1923 blev biträdande professor. 1933 blev han fullvärdig professor i matematik vid Yale university och innehade den professuren tills han 1962 gick i pension.
Hille invaldes 1951 som utländsk ledamot av Kungliga Vetenskapsakademien i Stockholm.